# Eleonora Gonzaga (1493-1550)

afbeelding van Eleonora Gonzaga, door Titiaan.

Eleonora Ippolita Gonzaga (Mantua 31 december 1493 – Urbino 13 februari 1550) was prinses van Mantua. Zij was een dochter van markgraaf Francesco II van Mantua en Isabella d'Este.
Op 25 september 1509 huwde zij met Francesco Maria I della Rovere (1490 – 1538), hertog van Urbino. Uit dit huwelijk kwamen zes kinderen voort:
- Federico (* maart 1511, jong overleden)
- Guidobaldo (1514 – 1574), hertog van Urbino 1538-1574
- Ippolita (ca 1515 – Napels ca 1540); ∞ (1531) Antonio d’Aragona (1506 – Napels 6 oktober 1543), hertog van Montalto
- Giulia (1527 – Ferrara 4 april 1563); ∞ (1549) Alfonso d’Este, markgraaf van Montecchio
- Elisabetta (Urbino 1529 – Massa 6 juni 1561); ∞ (Rome februari 1552) Alberico I Cybo Malaspina (Genua 28 februari 1534 – Massa 18 januari 1623), markgraaf van Massa
- Giulio (5 april 1533 – Fossombrone 3 september 1578), hertog van Sora; kardinaal 1548